# Prignano Cilento

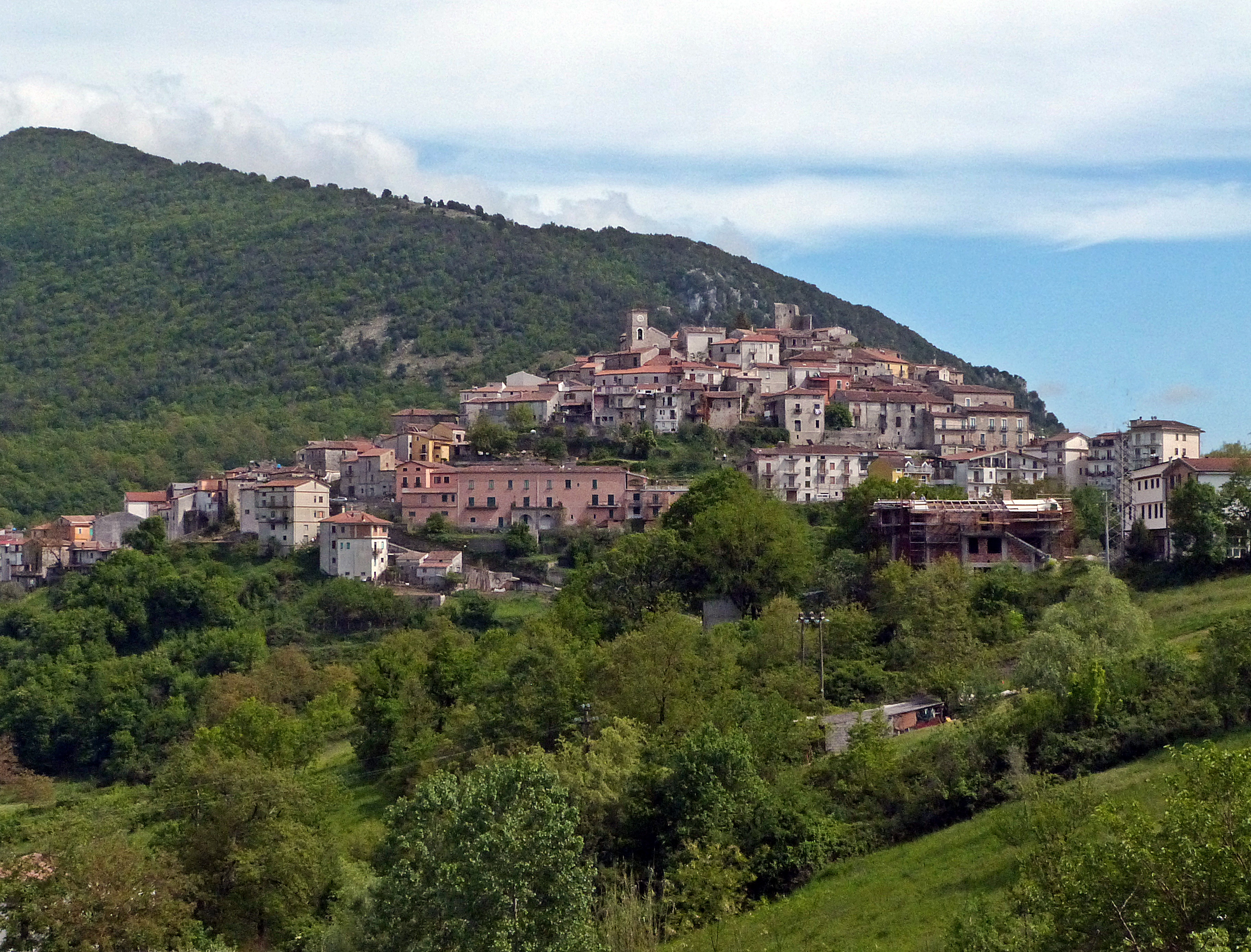
Prignano Cilento

Prignano Cilento ist eine Gemeinde mit 957 Einwohnern (Stand 31. Dezember 2023) im Südwesten Italiens in der Provinz Salerno (Region Kampanien).
Der Ort liegt im Westen des Nationalparks Cilento etwa 4 km östlich von Agropoli.

## Geografie
Zur Gemeinde gehören noch die Ortschaften Melito und San Giuliano. Die Nachbargemeinden sind Agropoli, Cicerale, Ogliastro Cilento, Perito und Rutino.
Prignano Cilento liegt auf einem etwa 415 Meter hohen Hügel, nordöstlich des Monte Stella, des höchsten Bergs in der näheren Umgebung, und ist Teil des Nationalparks Cilento und Vallo di Diano, sowie der Comunità Montana Alento-Monte Stella.